# Фурсин, Иван Геннадьевич
Иван Геннадьевич Фурсин (укр. Іван Геннадійович Фурсін; род. 16 сентября 1971, Киев) — украинский политик. Народный депутат Украины VII и VIII созывов.
Младший партнёр Дмитрия Фирташа.

## Биография
Окончил Киевский национальный экономический университет (1993) по специальности бухгалтерский учёт, контроль и анализ хозяйственной деятельности, учился там с 1989 года. Его одногруппниками были политик Сергей Лёвочкин и Ростислав Шиллер. В 1999 году занялся бизнесом, основав с Сергеем Левочкиным компанию ООО «Ист-Вест финанс» (Киев).
В 2006 году кандидат в народные депутаты Украины в списке (шёл под № 33) от Народного блока Литвина, который не преодолел тогда избирательный барьер.
В 2011 году попал в Топ-100 украинского Форбс с капиталом в $130 млн. С ноября 2012 года избран от Партии регионов по избирательному округу в Одесской области народным депутатом Верховной Рады Украины VII созыва. В октябре 2014 г. избрался в народные депутаты в Одессе в мажоритарном круге как самовыдвиженец и затем вошел в депутатскую группу «Воля народа».
Председатель подкомитета по вопросам банковской деятельности, взаимодействия с Национальным банком Украины, финансового мониторинга, предотвращения легализации и отмыванию незаконных доходов Комитета Верховной Рады Украины по вопросам финансовой политики и банковской деятельности.
Согласно декларации в 2016 году является владельцем 24 компаний за границей. Являлся одним из учредителей компании Centragas — совладельца РосУкрЭнерго.
1 ноября 2018 года были введены российские санкции против 322 граждан Украины, включая Ивана Фурсина.

## Личная жизнь
Жена Наталья (1974 г. р.), дети Мария (1998 г. р.) и Иван (2007 г. р.).